# Koko ni ita koto
Koko ni ita koto (jap. ここにいたこと) – pierwszy oryginalny album japońskiego zespołu AKB48, wydany w Japonii 8 czerwca 2011 roku przez You! Be Cool.
Album został wydany w trzech edycjach: regularnej (CD+DVD), limitowanej (CD+DVD) oraz „teatralnej” (CD). Album osiągnął 1 pozycję w rankingu Oricon i pozostał na liście przez 76 tygodni, sprzedał się w nakładzie 884 280 egzemplarzy. Zdobył status płyty Milion.

## Lista utworów
Wszystkie utwory zostały napisane przez Yasushiego Akimoto.
| CD  |                                                                         |                                                                                                  |                                                                         |                                                                         |      |
| Nr  | Tytuł                                                                   | Wykonawca                                                                                        | Kompozycja                                                              | Aranżacja                                                               | Czas |
| 1.  | „Shōjo-tachi yo” (jap. 少女たちよ)                                      |                                                                                                  | Jun Koami                                                               | Ikuta Machine                                                           | 4:33 |
| 2.  | „Overtake”                                                              | Team A                                                                                           | Hisashi Shibata                                                         | Mayuko Maruyama                                                         | 4:44 |
| 3.  | „Boku ni dekiru koto” (jap. 僕にできること)                             | Team K                                                                                           | SOHO                                                                    | Yūichi "Masa" Nonaka                                                    | 4:09 |
| 4.  | „Ren'ai Circus” (jap. 恋愛サーカス)                                     | Team B                                                                                           | Osamu Masaki                                                            | Osamu Masaki                                                            | 3:37 |
| 5.  | „Kaze no yukue” (jap. 風の行方)                                         | Asuka Kuramochi, Rino Sashihara, Minami Takahashi, Yūko Ōshima, Minami Minegishi, Yuki Kashiwagi | Takamitsu Shimazaki                                                     | Takamitsu Shimazaki                                                     | 5:07 |
| 6.  | „Wagamama Collection” (jap. わがままコレクション)                       | Aika Ōta, Ami Maeda, Mika Komori, Sumire Satō, Mayu Watanabe, Jurina Matsui                      | Takamitsu Shimazaki                                                     | Takamitsu Shimazaki                                                     | 4:55 |
| 7.  | „Ningyo no Vacances” (jap. 人魚のバカンス)                              | Aki Takajō, Moeno Nitō, Yui Yokoyama, Tomomi Kasai, Rie Kitahara, Amina Satō, Yuka Masuda        | Okishishi Ueda                                                          | Okishishi Ueda                                                          | 4:00 |
| 8.  | „Kimi to boku no kankei” (jap. 君と僕の関係)                            | Atsuko Maeda, Tomomi Itano                                                                       | DR. OWL, RAY. M                                                         | ray. m                                                                  | 3:02 |
| 9.  | „Iikagen no susume” (jap. イイカゲンのススメ)                           | Haruka Katayama, Haruna Kojima, Mariko Shinoda, Sayaka Akimoto, Sae Miyazawa, Rena Matsui        | Shō Watanabe                                                            | Ikuta Machine                                                           | 4:30 |
| 10. | „High school days”                                                      | Team Kenkyūsei                                                                                   | Takeshi Toriumi                                                         | Takehito Shimizu                                                        | 4:36 |
| 11. | „Team B oshi” (jap. チームB推し)                                        | Team B                                                                                           | Takao Yoshino                                                           | Seiji Mutō                                                              | 4:28 |
| 12. | „Chance no junban” (jap. チャンスの順番)                                |                                                                                                  | Yūko Konishi                                                            | Ikuta Machine                                                           | 4:19 |
| 13. | „Beginner”                                                              |                                                                                                  | Yoshimasa Inoue                                                         | Yoshimasa Inoue                                                         | 3:58 |
| 14. | „Ponytail to shushu” (jap. ポニーテールとシュシュ)                      |                                                                                                  | Shinya Tada                                                             | Ikuta Machine                                                           | 4:11 |
| 15. | „Heavy Rotation” (jap. ヘビーローテーション)                            |                                                                                                  | Yō Yamazaki                                                             | Yūsuke Tanaka                                                           | 4:43 |
| 16. | „Koko ni ita koto” (jap. ここにいたこと)                                | AKB48+SKE48+SDN48+NMB48                                                                          | KIS                                                                     | Nobuhiko Kashiwara                                                      | 4:11 |
| DVD |                                                                         |                                                                                                  |                                                                         |                                                                         |      |
| Nr  | Tytuł                                                                   | Tytuł                                                                                            | Tytuł                                                                   | Tytuł                                                                   | Czas |
| 1.  | „Ponytail to shushu” (jap. ポニーテールとシュシュ) (choreography video) | „Ponytail to shushu” (jap. ポニーテールとシュシュ) (choreography video)                          | „Ponytail to shushu” (jap. ポニーテールとシュシュ) (choreography video) | „Ponytail to shushu” (jap. ポニーテールとシュシュ) (choreography video) | 4:29 |
| 2.  | „Heavy Rotation” (jap. ヘビーローテーション) (choreography video)       | „Heavy Rotation” (jap. ヘビーローテーション) (choreography video)                                | „Heavy Rotation” (jap. ヘビーローテーション) (choreography video)       | „Heavy Rotation” (jap. ヘビーローテーション) (choreography video)       | 4:40 |
| 3.  | „Beginner” (choreography video)                                         | „Beginner” (choreography video)                                                                  | „Beginner” (choreography video)                                         | „Beginner” (choreography video)                                         | 3:57 |
| 4.  | „Chance no junban” (jap. チャンスの順番) (choreography video)           | „Chance no junban” (jap. チャンスの順番) (choreography video)                                    | „Chance no junban” (jap. チャンスの順番) (choreography video)           | „Chance no junban” (jap. チャンスの順番) (choreography video)           | 4:17 |

## Notowania
| Lista                     | Pozycja |
| ------------------------- | ------- |
| Oricon Weekly Album Chart | 1       |
| Oricon Yearly Album Chart | 2       |